# S&P/BMV IPC
De S&P BMV IPC is de belangrijkste aandelenindex van Mexico.

## Samenstelling
De naam staat voor Standard & Poor's/Bolsa Mexicana de Valores Indice de Precios y Cotizaciones. De index bestaat uit de 35 grootste, meest verhandelde aandelen genoteerd aan de effectenbeurs van Mexico. Het is een marktkapitalisatiegewogen index en bij de berekening van de individuele gewichten wordt ook rekening gehouden met de free float. De samenstelling van de index wordt regelmatig aangepast door de beursautoriteiten. Twee keer per jaar, in maart en september, wordt de index herwogen.
De index werd op 30 oktober 1978 geïntroduceerd. Bij de samenstelling mag geen bedrijf een groter gewicht hebben dan 25% en de vijf grootste deelnemers mogen tezamen niet meer dan 60% van de index uitmaken. Aandelen kunnen pas worden opgenomen als ze langer dan drie maanden staan genoteerd.
Per eind maart 2020 was de consumentengoederen sector binnen de index het belangrijkst met een gewicht van bijna 40%, gevolgd door de communicatiesector met een gewicht van 20% en de financiële sector (15%). De 10 grootste bedrijven in de index vertegenwoordigen ruim 70% van de waarde. Het grootste bedrijf is América Móvil met een gewicht van 15,9% in de index.

## Rendementen
| Jaar | Total return | Price return |
| ---- | ------------ | ------------ |
| 2008 | −22,5%       | −24,2%       |
| 2009 | 46,2%        | 43,5%        |
| 2010 | 21,6%        | 20,0%        |
| 2011 | −2,2%        | −3,8%        |
| 2012 | 19,7%        | 17,9%        |
| 2013 | -0,0%        | -2,2%        |
| 2014 | 2,0%         | 1,0%         |
| 2015 | 1,5%         | 1,0%         |
| 2016 | 8,2%         | 6,2%         |
| 2017 | 10,5%        | 8,1%         |
| 2018 | -13,6%       | -15,6%       |
| 2019 | 7,9%         | 4,6%         |